# Renedo de Valdetuéjar
Renedo de Valdetuéjar es una localidad española del municipio de Valderrueda, en la provincia de León, comunidad autónoma de Castilla y León.
Fue cabecera de su propio municipio hasta 1976, quedando desde entonces incorporado al municipio de Valderrueda.
La iglesia está dedicada a san Adrián.

## Localidades limítrofes
Confina con las siguientes localidades:
- Al norte con Villalmonte.
- Al noreste con Morgovejo.
- Al este con Valderrueda.
- Al sureste con San Martín de Valdetuéjar.
- Al noroeste con El Otero de Valdetuéjar.

## Historia
Así se describe a Renedo de Valdetuéjar en el tomo XII del Diccionario geográfico-estadístico-histórico de España y sus posesiones de Ultramar, obra impulsada por Pascual Madoz a mediados del siglo XIX:

Lugar en la provincia y diócesis de León (10 leguas), partido judicial de Riaño (4), audiencia territorial y capitanía general de Valladolid (26), es cabeza del ayuntamiento de su mismo nombre, a que se hallan agregados los pueblos de Ferreras, Muñecas, la Mata, Otero, la Rez, Taranilla, San Martino y Villa del Monte. Situado en las faldas de Peñacorada; su clima es templado, sus enfermedades más comunes alguna que otra terciana. Tiene 30 casas; la consistorial y cárcel; un edificio magnífico que sirvió de palacio, capilla y panteón a los marqueses de Prado; escuela de primeras letras dotada con dos cargas de trigo, a que asisten 20 niños; iglesia parroquial (San Adriano), servida por un cura de ingreso y presentación del marqués de Escalona y Prado, y una fuente de muy buenas aguas. Confina con Villalmonte; Mogrovejos, San Martín, Guardo, Robledo y Otero; en su término jurisdiccional se encuentran los caseríos de Montal y Lomas. El terreno es de mediana calidad, y le fertilizan las aguas del Valdetuejar. Los caminos dirigen a los pueblos limítrofes; recibe la correspondencia de Boñar. Producciones: trigo, centeno, cebada, avena, lino, garbanzos, titos, hortalizas y pastos; cría ganados, caza mayor y menor, y pesca de truchas. Industria: 2 telares de lino y lana, un molino harinero, el carboneo y corte de maderas. Comercio: se extrae lino, carbón y maderas, retornando vino y granos. Población de todo el ayuntamiento: 194 vecinos, 873 almas. Capital productivo: 3.105.984 reales. Imponible: 159.292. Contribución: 10.514 reales con 25 maravedíes.
Diccionario geográfico-estadístico-histórico de España y sus posesiones de Ultramar

## Demografía
| Gráfica de evolución demográfica de Renedo de Valdetuéjar entre 1842 y 1970 |
| |
| Población de derecho según los censos de población del INE Población de hecho según los censos de población del INE Entre el censo de 1981 y el anterior este municipio desaparece porque se integra en Valderrueda |

Evolución de la población
| Gráfica de evolución demográfica de Renedo de Valdetuéjar entre 2000 y 2017 |
|                                                                             |
| Población de derecho (2000-2017) según el padrón municipal del INE          |